# 爆丸機械波濤
爆丸4（Bakugan: Mechtanium Surge）是一套由2011年2月13日起，開始在加拿大播放的動畫。為《爆丸3狩獵保衛者》的接續。
本作分成兩期，前期的敵人是梅格梅爾與其麾下的渾沌軍團，後期的敵人為九重魔。而本作與前三代不同的是，第四代的戰鬥方式跳脫了前三代的棋盤及卡片對戰模式，改為交戰雙方藉由多隻爆丸合體或憑空召喚巨大機器人（即鋼鐵巨人，可供爆丸操作）決鬥的劇情，而且亦脫離爆丸戰士為六名的限制；另外，本作出現的巨大機器人多以3D動畫呈現。日本地區於《爆丸3狩獵保衛者》播映完畢後罕有地改為播出《爆TECH!爆丸》，並跳過本作播出《爆丸5》。
※以下所述內容部份參考英文版本播出時內容所編，可能與海外版本有所偏誤，請注意。

## 故事概要

### 前期劇情（第1～26集）
雖然先前日子在其他次元，有邪惡組織對爆丸世界的創始生命的覬覦奪取，但在爆丸戰士的守衛之下，並未對爆丸世界造成影響，再次讓爆丸世界回歸應有和平。時間來到一年後，爆丸超時空（Bakugan Inter-space）的發展急速膨脹，爆丸對戰亦出現了完善的聯賽賽制。而在比賽中，獨角巨龍屢次力量失控、當中衍生出來的鋼鐵巨人的出現和大肆破壞，令小彈心理壓力不斷上升，其後更退出賽場，使爆丸戰士間的友情受到重大考驗。在此同時，有一支被稱作「渾沌軍團（Chaos Army）」的神祕參賽隊伍，對爆丸戰士與其他參賽者發動迅雷不及掩耳的震撼打擊，促使爆丸戰士與其他參賽者團結一致，立誓擊退強敵；然而，混沌軍團的首腦梅格梅爾在大舉侵略的同時，似乎與小彈和獨角巨龍有過節，而小彈和梅格梅爾兩人間的死鬥也秘密的在烽火連天的爆丸戰場的邊緣無聲無息的展開了……

### 後期劇情（第27～46集）
梅格梅爾被打倒後，地球終於回復了短暫的和平。爆丸也開始到地球與人類一起生活，形成爆丸市（Bakugan City），爆丸對戰更變成了地球的職業賽事，就在小彈、丸兆、阿駿和鋼士四人的頂尖決戰中，天上突然降下了以超能死神為首的四部鋼鐵巨人，與八隻邪惡爆丸組成的「九重魔」（Nonet Army），企圖消滅獨角巨龍和摧毀爆丸世界，小彈、丸兆和阿駿再度為了保護他們共同生活和爆丸世界挺身而出，並爆發了一場攸關全人類與爆丸生存的終極決戰。同時，在九重魔背後操縱一切的神秘人物魏斯門，在神秘的面具之下構思著一場驚天動地的陰謀……

## 登場人物

#### 爆丸戰士
- 拉魯夫‧華特（Rafe；ラルフ）

15歲，羅德星人，光屬性爆丸戰士，僅於第四季前期出現。
皇家騎士團員，受法畢爾任命與潘密拉被共同派任至地球學習對戰技巧。
初次與丸兆共同對戰時，並不太相信丸兆。
配音：Andrew Craig（英文）；赤羽根健治（日本）；李凱傑（香港）；許雲雲（台灣）
常用爆丸：神聖騎士
- 潘密拉‧史華茲（Paige；パメラ）

15歲，鋼達星人，土屬性爆丸戰士，僅於第四季前期出現。
鋼達星戰鬥員，受那札克任命與拉魯夫被共同派任至地球學習對戰技巧。
變身後儀態有如男性般，個性非常強硬。
初次與丸兆共同對戰時，並不太相信丸兆，同時也對彈馬沒有辦法控制鋼鐵巨人力量感到非常厭惡。
配音：Annick Obansawan（英文）；齋賀光希（日本）；黃淑芬（香港）；龍顯蕙（台灣）
常用爆丸：金甲戰士
- 斯沛特拉 方統（Spectra Phantom、Keith Clay；スペレタ、キース）

詳見爆丸2。
- 鋼士利薩德（Gunz Lazar）

17歲，光屬性爆丸戰士，僅於第四季後期出現。
爆丸格鬥好手，人稱「不敗新秀」，登場不久被懷茲曼(超能死神)捉走和被偽冒其身份。
自從敗給小彈後對小彈有一份執著，總希望和小彈對戰並擊敗他，不過此執著正好被懷茲曼利用。
於第四季41集成功逃脫並在貝塔特龍引領下變成紅色懷茲曼，其後和諾雷特爆丸挑戰世界末日超能死神，結果不幸戰敗，除了貝塔特龍和華頓肩剌魔外，其餘的諾雷特爆丸全數皆被消滅。爾後和貝塔特龍回到死亡次元與小彈和獨角巨龍對戰，戰敗後被雷布超人說服而放棄紅色懷茲曼的身份並重新成為其主人，且誓言下次一定會勝擊敗小彈。
最終與小彈三人其同對抗世界末日超能死神並成功召喚出金剛灰魔神，終於成功將世界末日超能死神消滅。
戰後再度於爆丸Inter-Space與小彈對戰，雖然再次戰敗但仍向小彈握手道謝。
配音：Rob Tinkler/Graeme Cornies（英文）；鈴木達央（日本） ；麥皓豐／李凱傑（紅色魏斯門）（香港）；劉明勳(台灣)
常用爆丸：雷布超人

##### 混沌軍團（Chaos Army）
- 梅格梅爾（Mag Mel；マグ·メル）

真面目就是巴力歐帝斯，由於在第三季完結篇因為觸摸和冒犯神聖之物奧普，所以繼而被「爆丸之母」葛德伊芙封印於爆丸超時空的反次元世界。與萬惡邪蟲受到葛德伊芙的束縛被囚禁在一個由血肉與筋脈交織的繭中，並利用「鑰匙與閘門」的關係吸取每次小彈戰鬥時與獨角巨龍宣洩的滿腔怒火。期間還自行創造出鋼達星人與羅德星人手下各一名，也就是阿奴比亞斯與莎隆。最後亦將兩人當作活祭品收回其生命，使負能量累積足夠並得以從重重禁錮的繭中掙脫。
第26話在與小彈的最終決戰上，萬惡邪蟲遭到再度進化的獨角巨龍擊敗，巨大化的萬惡邪蟲無法承受獨角巨龍的最後一擊而陣亡。
配音：Shawn Meunier（英文）；陳幼文（台灣）；馮錦堂（香港）
常用爆丸：萬惡邪蟲→巨大化的萬惡邪蟲（第四季）

###### 阿奴比亞斯隊（Team Anubias）
- 阿奴比亞斯（Anubias）

由梅格梅爾所創造的人造生命體，真面目貌似鋼達星人。非常重視勝利頭銜且不喜歡遵循既有規則，自登場以來視小彈為宿敵、並想與其展開對決。
最後在得知莎隆被梅格梅爾收回後，終於如願與小彈展開最後決戰，不料在對戰中途被梅格梅爾收回，作為重獲新生的活祭品。
配音：Rob Greenway（英文） ；曹啟謙（香港）；劉明勳（台灣）
常用爆丸： 闇黑三頭犬、藍翼狂龍、火山熔岩獸
- 班（Ben）

配音：Drew Nelson（英文） ；劉奕希（香港）；李世揚（台灣）
常用爆丸：火山熔岩獸(前)、Ziperator
- 傑克 邦特（Jack Punt）

配音：Gil Andersen（英文）；陳幼文（台灣）
常用爆丸：藍翼狂龍(前)、Ziperator
- 羅賓（Robin）

16歲。
配音：Shawn Meunier（英文）；龍顯蕙（台灣）
常用爆丸：Ziperator
- 諾亞（Noah）

16歲。對戰交流者之一。原本視小彈為偶像，小彈自甘墮落後改視阿奴比亞斯為偶像並加入其團隊，在小彈與阿奴比亞斯的最終決鬥時一度被阿奴比亞斯當做人質。
配音：Scott Gorman ；傅其慧（台灣）
常用爆丸：Ziperator

###### 莎隆隊（Team Sellon）
- 莎隆（Sellon）

由梅格梅爾所創造的人造生命體，真面目貌似羅德星人。個性優雅不喜歡爭吵，於對戰時喜歡以輕描淡寫來應付狀況。有著陰險的一面，真實身分被揭發後，被小駿視為宿敵。
最後在從小彈身上拿到鑰匙並獻給梅格梅爾後，被梅格梅爾收回作為重獲新生的活祭品。
配音：Katie Griffin（英文）；傅其慧（台灣）；羅杏芝（香港）
常用爆丸：遠古翔鷹、鋼鐵石獸、多足步行蟲
- 克里斯·馬林（Chris）

16歲。帶有憤怒情感外表的美少女。非常反感阿奴比亞斯隊的對戰策略，尤其是在看到丸兆和阿奴比亞斯團隊對戰時，更是脫口說出：我不想跟你說廢話。
屬性由土轉成闇。
配音：Emilie-Claire Barlow（英文）；龍顯蕙（台灣）；張頌欣、詹健兒（代配）（香港）
常用爆丸：鋼鐵石獸(前)、clawsaurus
- 宋黎恩（Soon）

16歲，自我重視明顯。曾在觀摩對戰交流時，認為應該是由她和莎隆來主導，而不應該是克里斯。
配音：Alyson Court（英文）；許雲雲（台灣）；林芷筠（香港）
常用爆丸：多足步行蟲(前)、spidaro

##### 邪惡爆丸九重魔（Nonet Army）
原為數千年前爆丸型體的分支，共有九隻，因為太兇殘而被獨角巨龍的祖先封印於死亡次元，後由魏斯門所解放。以消滅獨角巨龍為目的，被魏斯門利用作蓄積召喚世界末日神模式所需的力量。最後除了華頓肩剌魔與貝塔特龍為了幫助獨角巨龍穿過時間氣流回到過去才會犧牲之外，其餘的人都是被以超能死神為首的四部邪惡鋼鐵巨人所消滅，並且被吸收能量，令世界末日模式成為完全體。
- 華頓肩剌魔（Worton）

風屬性。有預知能力，因此幾乎知道一切，被稱為「教授」，曾警告巴力翼蹼怪不要探究太多關於魏斯門的秘密（因41話自行回到死亡次元後曾意外通過時間氣流回到巴力翼蹼怪未被消滅的時候，因不想他被消滅而警告其行為試圖改變未來），44話中與貝塔特龍一同犠牲以幫助獨角巨龍穿過時間氣流回到過去。
配音：陳卓智（香港）、陳幼文（台灣）
- 貝塔特龍（Betadron）

闇屬性。可與哥德巨怪及穆達鐮刀魔合體成空襲爆丸Gliderak，對獨角巨龍有強烈敵意，一直都想消滅獨角巨龍以報封印之仇。43話中經過決戰後明白自己不能打敗獨角巨龍的事實，44話中與華頓肩剌魔一同犠牲以幫助獨角巨龍穿過時間氣流回到過去。
配音：李鎮然（香港）、陳幼文（台灣）
- 哥德巨怪（Kodokor）

闇屬性。可與貝塔特龍及穆達鐮刀魔合體成空襲爆丸Gliderak，於第四季42集與世界末日模式交戰中與穆達鐮刀魔、史都克力士及斯巴達紅魔怪一同被消滅且吸收能量，令世界末日模式成為完全體。
配音：蕭徽勇（香港）
- 謬達鐮刀魔（Mutabrid）

闇屬性。可與貝塔特龍及哥德巨怪合體成空襲爆丸Gliderak，於第四季42集與世界末日模式交戰中與哥德巨怪、史都克力士及斯巴達紅魔怪一同被消滅且吸收能量，令世界末日模式成為完全體。
配音：葉振聲（香港）、陳幼文（台灣）
- 史東克力士（Stronk）

土屬性。可與斯巴達紅魔怪合體成合體爆丸Scorptak，於第四季42集與世界末日模式交戰中與哥德巨怪、穆達鐮刀魔及斯巴達紅魔怪一同被消滅且吸收能量，令世界末日模式成為完全體。
配音：盧國權（香港）、李世揚（台灣）
- 巴力翼蹼怪（Balista）

水屬性。懷疑魏斯門的目的及真面目，十分尊敬「教授」華頓肩剌魔，曾被其警告不要探究太多關於魏斯門的秘密。於第四季39集中因得知魏斯門真面目為超能死神而被殺害。
配音：李錦綸（香港）
- 斯巴達紅魔怪（Spatterix）

火屬性。性格好勇鬥狠。可與史都克力士合體成合體爆丸Scorptak，於第四季42集與世界末日模式交戰中與哥德巨怪、穆達鐮刀魔及史都克力士一同被消滅且吸收能量，令世界末日模式成為完全體。
配音：蕭徽勇（香港）
- 多雷布拉戰神（Tremblar）

光屬性。可與其背上甲殼分離作出攻擊。於第四季42集中被世界末日模式消滅且吸收能量，使其變成完全體。
配音：陳廷軒（香港）、李世揚（台灣）

##### 邪惡鋼鐵巨人（Mechtogan）
一共四部，企圖將所有爆丸趕盡殺絕。先殺死自己原來的爆丸主人，第一次被爆丸戰士打敗後，變成可以由魏斯門結合邪惡爆丸的力量召喚出來。其合體世界末日模式亦是魏斯門／超能死神的王牌。
- 魏斯門／超能死神（Wiseman／Coredegon）

第四季最終反派，於第四季27集中首次登場，第34集以鋼士的外貌現身。
暗中捉走鋼士並複製其身體加以假扮的幕後黑手，其後戴上頭盔以懷茲曼的身份使用邪惡爆丸破壞城鎮，並竊取爆丸戰甲的機密，使諾雷特爆丸亦有爆丸戰甲使用。
他一直以來將九重魔當作馬前卒與砲灰，以蓄積召喚世界末日模式的力量。
於死亡次元中消滅自己的主人，到地球後和其餘三部鋼鐵巨人一同被小彈和獨角巨龍所召喚的鋼鐵巨人毀滅者一金卡力歐合神打敗，後來藉由九重魔的力量復活，一直以魏斯門的身份活動。為四部邪惡鋼鐵巨人的領導者，實力亦為四部之最。可與泰斯拉闇神、薩拉武骨神、蓋拉魔神合體成世界末日模式。於39集中在巴力翼蹼怪前顥現身份後將其消滅，在40集中曝光真正身份，46集中被金卡力歐合神消滅。
配音：Rob Tinkler/Graeme Cornies（魏斯門）、Tyrone Savage（超能死神）（英文）；李凱傑（魏斯門）、陳欣（超能死神）（香港）；劉明勳(台灣)
常用爆丸：邪惡爆丸
- 泰斯拉闇神（Slicerak）、薩拉武骨神（Exostriker）、蓋拉魔神（Mandibor）

其餘的三部邪惡鋼鐵巨人，實力強橫，於第四季27集中首次登場。先消滅自己的主人，到地球後和超能死神一同被金卡力歐合神打敗，後來藉由九重魔的力量復活，於39集中成為完全體，46集中被金卡力歐合神消滅。
- 世界末日模式（Mechtavius Destroyer）

由超能死神（軀幹、左手）、泰斯拉闇神（右手）、薩拉武骨神（右腳）、蓋拉魔神（左腳）合體而成，合體後實力極強，於42集中消滅並吸收九重魔等邪惡爆丸的力量後成為完全體。42集中到神奇進化之地遭一眾爆丸阻擋，於是將阻擋的聖光戰虎、神威鳳凰、魔帝海德拉等爆丸全部抺殺。最後在46集中被被金卡力歐合神消滅。
配音：Tyrone Savage（英文）；陳欣（香港）

## 爆丸

### 爆丸戰士的拍擋
- 終極獨角巨龍（Titanium Dragonoid）

特殊能力：終極破擊、終極護盾、多重連擊、戰神爆衝、滅星護盾、神龍烈火彈、龍炎總攻擊、終極散射光、神龍重型轟擊、神龍總能量直擊、神龍進化爆擊、極限能量強轟、無盡動力護盾、神龍極限能量轟炸
- 翔翼獨角巨龍（Fusion Dragonoid）

特殊能力：神龍衝擊、神龍迅擊、翔翼護盾、炎刃之盾、神龍爆炸轟、神龍全能量、神龍激光劍、神龍散射炎彈、神龍爆炎龍捲、神龍永恆之力、神龍強爆加農砲、Hyper迅擊
- 藍星使者（Tristar）

特殊能力：水纏捲、護盾龍捲、水雨箭擊、深淵風暴、恐慌流水、罪惡之水、水力凍結、水力破擊、強震津波、形態轉移、水能量脈動、高密度水箭、Hyper水流、Hyper水力
- 路卡藍魔（Radizen）

特殊能力：深淵彎刀、水閘護盾、萬滴水盾、安全第一、水波連擊砲、水波回力刀、排水衝擊球、深層水動力
- 颶風忍者（Taylean）

特殊能力：斬舞昇雷、朱雀鴉丸、剛羅瞬燵、斬舞霸刀嵐、朱雀蜥蝪丸、真羅燕鬥陣、真羅霸王斬、彗河風塵斬、彗河羅剎舞、影葉雙龍彈、影葉爆雷陣、風見流炎寫、彗牙氣攻斬破、風見流影葉寫、風見流陣羽之舞、風見流鳳凰之舞
- 納克斯綠巨人（Jaakor）

特殊能力：飛燕回首、鬼神雷鳴、雷鳴斬破、月影羅剎斬、月影風車斬、閃影十字嵐、飛龍矢車陣、霸王噴式彈、幻影虛空亂、烈霸大縛輪、風見流奧義—天地雙激
- 金甲戰士（Boulderon）

特殊能力：霸力直擊、必滅磁力、高磁量護盾、Hyper移動
- 洛克蠍魔（Roxtor）

特殊能力：大地鼓動、地底大爆炸
- 威剛戰士（Rex Vulcan）

特殊能力：Hyper拳衝
- 神聖騎士（Wolfurio）

特殊能力：大地騎士、鐵甲騎士
- 雷布超人（Reptak）

特殊能力：光拳轟、閃電雷轟、光電轟擊、光電利刃、攻擊光盾、閃爍護盾、雷霆武擊、強光加農砲、米加強光加農砲
- 艾爾超能者（Aerogan）

特殊能力：閃光爆鑽轟
- 無限邪惡魔龍（Infinity Helios）

特殊能力：邪光彈、混沌邪光、紫電爆擊、高爆能衝擊、邪能極限轟擊、地獄之火A級數、法爾帕斯無盡能量
- 赤眼天鷹（Skytruss）

特殊能力：烈空滿月波
- 奧爾貝戰犬（Orbeum）

特殊能力：霸山火焰筒
- 邪狼戰士（Linehalt）

特殊能力：雷震衝擊、紫電雷殛、黑暗激光劍、黑暗長槍、闇爆光、黑暗炸裂光、冰雨暴瀉
融合能力：雷飛劍、黑雷震鞭

### 敵對爆丸
- 火山熔岩獸（Bolcanon）

特殊能力：碎爆爪光、旋捲火彈
- 藍翼狂龍（Krakenoid）

特殊能力：闊衝波、魚雷甲、水影移動、魚肚重擊、龍尾奇襲、鋼甲鞭爪
- 遠古翔鷹（Spyron）

特殊能力：旋風壓、原始引力、動力生靈、再生老人星
- 鋼鐵石獸（Vertexx）

特殊能力：高熱脈衝、地動飛擊、賈第纳核心、地獄熔岩彈
- 多足步行蟲（Krowll）

特殊能力：星光箭雨
- 闇黑三頭犬（Horridian）

特殊能力：奪命爪、滅族破煞、死亡惡夢、狼人裝甲、死亡賈第纳Alpha、死亡金屬殲擊
- 萬惡邪蟲（Razenoid）

特殊能力：護身盾、效能闇光、地獄闇爆、解體暗能量、邪眼滅煞光、滅星破壞力、負能量煞爆轟、Hyper滅星破壞力

### 九重魔（Nonet Bakugan）
為魏斯門所持有之邪惡爆丸，原為數千年前爆丸型體的分支，因為太兇殘而被獨角巨龍的始祖封印於死亡次元，後由魏斯門所解放。
- 華頓肩剌魔（Worton）

特殊能力：空氣利刃、嘯風鞭擊、尾鞭奪命刺、Hyper昀光
- 貝塔特龍（Betadron）

特殊能力：滅殺爆、黑氣砲、夜魔來襲、闇煞護盾、闇空轟炸、闇夜魔流、極怒震爆、闇能脈衝彈、闇夜高能殛電
- 哥德巨怪（Kodokor）

特殊能力：旋捲地獄衝、黑氣衝擊、聲波震爆、鋼鐵防衛
- 謬達鐮刀魔（Mutabrid）

特殊能力：永久囚籠、隱形攻擊、暗影間衝
- 史東克力士（Stronk）

特殊能力：地能箭波、地震爆裂
- 巴力翼蹼怪（Balista）

特殊能力：冰封鎖結、氣泡攻擊、水力加農砲
- 斯巴達紅魔怪（Spatterix）

特殊能力：滅焰火攻、滅亡火龍捲
- 多雷布拉戰神（Tremblar）

特殊能力：光砲連射、光波加農砲、光能量護盾、光能彈直擊、光能彈環迴轟炸

## 爆丸的合體
在本季，經過新型的對戰儀錶，爆丸與爆丸之間可以進行各種類型的合體，使戰鬥力大幅提升至可以與鋼鐵巨人角力。

### 融合爆丸（BakuFusion）
由兩隻不同屬性的爆丸合體，在合體前會說出 "Bakugan fuse!"（爆丸凝聚）的指令。
- Scorptak（Scorptak）

由魏斯門的火屬性爆丸斯巴達紅魔怪與土屬性爆丸史東克力士結合。
特殊能力：熔岩烈焰、解能炎波、交叉旋火彈
- Betakor（Betakor）

由路卡藍魔、洛克蠍魔合體。
特殊能力：恐怖藍水、霸氣水龍捲
- Volkaos（Volkaos）

由魏斯門的風屬性爆丸華頓肩剌魔與水屬性爆丸巴利葉目怪合體。
特殊能力：爆雷波、驚雷光波、高能水力旋風

### 空襲爆丸（Baku Sky Raiders）
日文名ジャンピングソール，由兩隻以上不同屬性的爆丸合體，戰力優於融合爆丸，在合體前會說出 "Bakugan unite!"（爆丸融合）的指令，並結合為一種具有飛行能力的強力爆丸。而組成空襲爆丸的各個原始爆丸都有「彈跳」的登場方式，爆丸戰士發動攻擊時會說出 "Baku Sky Raider jump!"（空襲爆丸，迸裂！）的指令。
- Aeroblitz（Aeroblitz）

由獨角巨龍與雷布超人結合。
特殊能力：炎刃之盾、神龍永恆之力、烈焰強光加農砲、強光加農砲—全能量一擊
- Gliderak（Gliderak）

由魏斯門的貝塔特隆、哥德巨怪與穆達鐮刀魔共三隻闇屬性爆丸結合。
特殊能力：闇空轟炸、闇波散射
- Magmafury（Magmafury）

由納克斯綠巨人與赤眼天鷹、奧爾貝戰犬結合。
特殊能力：空閃門、霸王雷鳴、霸王噴式彈.吩

### 變異融合（BakuMutant）
為另外一種的爆丸融合型態，可供兩隻以上不同屬性的爆丸合體，合體方式是以「交換爆丸零件」的樣子表現，戰鬥後（不論勝敗）將會從對方交換的零件回復原狀。
- 獨角巨龍+邪惡魔龍

特殊能力：神龍極限能量轟炸+邪能極限轟擊
- 獨角巨龍+颶風忍者

特殊能力：神龍進化爆擊+斬舞昇雷
- 颶風忍者+獨角巨龍

特殊能力：風見流陣羽之舞+神龍總能量直擊
- 邪惡魔龍+颶風忍者

特殊能力：邪光彈+斬舞霸刀嵐
- 藍翼狂龍+多足步行蟲

特殊能力：暴發水能量
- 多足步行蟲+藍翼狂龍

特殊能力：光能量全轟

## 鋼鐵巨人
本季出現的巨大機械人，以3D動畫呈現，而本季一共出現過以下三種鋼鐵巨人。

### 鋼鐵巨人（Mechtogan）
生物與機械的混合體，在爆丸的力量發揮至極限時會自動召喚，其戰鬥能力相較爆丸高上，初次召喚時需與爆丸做相互對戰，勝利後才能在往後對戰做出有利或有害的協助。暗黑爆丸的平均體積大致相當於第三季的剛神巨龍和邪能重砲，並以3D動畫呈現。
- 斬聖（Zenthon）

獨角巨龍專用。
- 沉默武士（Silent Strike）

颶風忍者專用。
- 顫慄者（Dreadeon）

萬惡邪蟲專用，後來有出現量產機。
- 爆擊毀滅者（Smasheon）

混沌軍團的闇屬性暗黑爆丸。
- 鐮刀戰士（Braxion）

混沌軍團的風屬性暗黑爆丸。
- 堅甲機兵（Venexus）

混沌軍團的水屬性暗黑爆丸。
- 重裝砲擊手（Deezall）

混沌軍團的火屬性暗黑爆丸。
- 重金魔爪（Rockfist）

混沌軍團的土屬性暗黑爆丸。
- 機甲破壞者（Miserak）

混沌軍團的光屬性暗黑爆丸。
- 礦石利爪（Vexfist）

金甲戰士專用。
- 戰鞭聖者（Swift Sweep）

神聖騎士專用。
- 音速先鋒（Accelerak）

藍星使者專用。
- 闇夜刺客（Slynix）

邪惡魔龍專用。
- 空襲藍色使者（Flytris）

路卡藍魔專用，在完結篇曾出現多種不同屬性的量產機。
- 佐克綠神兵（Thorak）

納克斯綠巨人專用，在完結篇曾出現多種不同屬性的量產機。
- 金剛灰魔神（Chromopod）

雷布超人專用，在完結篇曾出現多種不同屬性的量產機。
- 超能死神（Coredegon）
- 泰斯拉闇神（Slicerak）
- 薩拉武骨神（Exostriker）
- 蓋拉魔神（Mandibor）

### 鈦金鋼鐵巨人（Mechtogan Titan）
為暗黑爆丸的衍生配件，比暗黑爆丸的體積還要更大上數倍，而鈦金暗黑爆丸也是各種鋼鐵巨人中體積最巨大、威力最強悍的類型；召喚時需要結合爆丸戰士、爆丸與暗黑爆丸的力量，在空中投射出一道魔法陣傳送門以召喚鈦金暗黑爆丸。跟暗黑爆丸一樣以3D動畫呈現。
- 鈦金斬聖超龍（Zenthon Titan）

獨角巨龍專用鈦金暗黑爆丸。
- 鈦金顫慄者（Razen Titan）

萬惡邪蟲專用鈦金暗黑爆丸，後來有出現不同屬性的量產機。
- 鈦金沉默武士（Faser Titan）

颶風忍者專用鈦金暗黑爆丸。
- 鈦金堅甲機兵（Venexus Titan）

混沌軍團的水屬性鈦金暗黑爆丸。

### 鋼鐵巨人毀滅者（Mechtogan Destroyer）
體積與威力介於鋼鐵巨人與鈦金鋼鐵巨人之間，同樣以3D動畫呈現。
- 金卡力歐合神（Dragonoid Destroyer）

小彈與獨角巨龍遭到世界末日模式攻擊時，釋放出滿腔怒火，從天上憑空召喚所產生的鋼鐵巨人毀滅者，配備可供獨角巨龍操作的駕駛艙，並可與獨角巨龍進行神經連結以強化戰力。
雙肩有可投射爆丸的筴艙，可將其搭載的爆丸如砲彈般彈射出去以攻擊敵人。
特殊能力：龍拳火重砲、力量加農砲、力量交縱護盾、Hyper閃炎加農砲
- 世界末日超能死神（Mechtavius Destroyer）

四隻鋼鐵巨人超能死神（軀幹）、泰斯拉闇神（右手）、薩拉武骨神（右腳）、蓋拉魔神（左腳）的結合體，合體時會說出「合體，世界末日模式（Integrate Mechtavius Destroyer!）」的指令。
先殺死自己原來的爆丸主人，第一次被爆丸戰士打敗後，變成可以由魏斯門結合邪惡爆丸的力量召喚出來。同時也是魏斯門的王牌武器。
特殊能力：極惡砲、力量交縱護盾
- Duomechtra

由丸兆藉由路卡藍魔的力量產生之鋼鐵巨人空襲藍色使者、小駿藉由納克斯綠巨人的力量產生的鋼鐵巨人佐克綠神兵結合而成，合體前會說出「天地合體（Universal Combine!）」的指令。

## 配件

### 附屬武器（BakuNano）
由迪倫所創造，高傷害或低傷害的機械爆丸配件，與戰鬥零件相同類型，惟大部份奈米爆丸並不需要卡片即可與爆丸組合發動能力；另外跟三代的戰鬥裝備（Battle Gear）相比，單一武裝就有多種攻擊模式。
劇中的所有奈諾裝甲皆由混沌軍團、HEX、根達魯迪亞和魯天洛迪亞的技術所研製。
- 聲動巨炮（Sonicanon）

獨角巨龍專用附屬武器，為一門肩射式火砲，由拉魯夫所賦予。
- 十字箭炮（Crosstiker）

藍星使者專用附屬武器，為一把綁在左手上的長弓；由拉魯夫所賦予。
- 影子護盾（Hammermor）

颶風忍者專用附屬武器，為兩面帶有環狀刀刃的盾牌，可當手裏劍向敵人投擲；由拉魯夫所賦予。
- 巨岩重炮（Slingpike）

金甲戰士專用附屬武器，為一顆帶刺的鏈球，可在自身周圍甩動重擊周遭敵人。
- 超神盾槍（Lanzato）

神聖騎士專用附屬武器，為一面盾牌附加一把長矛，如同中世紀的騎士般可向敵方發動突刺攻擊。
- 轟炸巨砲（Bombaplode）

邪惡魔龍專用附屬武器，配備一門長程主砲和四門副砲，可密集轟炸敵人。
- 氣動重砲（Aeroblaze）

闇黑三頭犬專用附屬武器，外觀為一具加裝飛彈發射器和雙管脈衝砲的噴射背包，並可賦予闇黑三頭犬飛行能力。
- 強擊導砲（Hyper Pulsor）

火山熔岩獸專用附屬武器，可發射殺手衛星升空並用衛星上的雷射光攻擊敵人。
- 飛輪導彈（Jamsaber）

藍翼狂龍專用附屬武器，可向敵人投擲六枚迴旋齒輪。
- 超磁力雙翼（Daftorix）

遠古翔鷹專用附屬武器，外觀為兩對強化機械翅膀，可放電攻擊敵人。
- 巨大鐵鎚（Orehammer）

鋼鐵石獸專用附屬武器，為兩具肩射飛彈發射器。
- 礦石鐮刀（Slicerix）

多足步行蟲專用附屬武器，外觀為兩對大鋼爪，並配備護盾產生器。

### 戰鬥機動車（Bakugan Mobile Assault）
選擇性場所移動爆丸配件，可使用於任何爆丸；啟用方式跟第三代的戰鬥裝備相同，從爆丸手錶投影出來，並會從爆丸手錶投射出一條跑道以投射爆丸戰車。
- 巨龍號（Zoompha）

外觀像是一輛重型機車，可搭配獨角巨龍使用；後來有出現可供颶風忍者使用的衍生型。
- 拉畢號（Rapilator）

外觀像是一面衝浪板，配備兩門機砲，可搭配獨角巨龍使用。
- 加農終結者（Cannongear）

外觀像是一座砲塔，可搭配藍星使者使用，行進間可貼地飛行，但只能在靜止間部署為砲塔對敵目標開火，具有對暗黑爆丸一擊必殺的強大破壞力；後來有出現可供神聖騎士使用的衍生型。

### 爆丸戰甲（Bakugan Battle Suit）
用途類似於可讓爆丸穿戴的強化武裝戰鬥服，配備多種強大的武器；啟用方式跟第三代的戰鬥裝備相同，從爆丸手錶投影出來。
此類型裝備在劇情前期藉斯沛特拉的技術所開發，而在後期劇情是由丸藏財團、琉乃和米拉的科研團隊繼續研製；後來魏斯門偽裝成鋼士並入侵丸藏財團的資料庫竊取爆丸戰甲的機密，並套用在九重魔上。
- 死亡毀滅砲神（Doomtronic）

可供邪惡魔龍、獨角巨龍、雷布超人等爆丸使用，是一種通用爆丸戰甲，配備九門重砲轟炸敵人。
- 雙管爆破者（Blasterate）

可供颶風忍者、金甲戰士、路卡藍魔等爆丸使用，是一種通用爆丸戰甲，配備六架無人攻擊機。
- 雷綻重炮（Clawbruk）

僅供路卡藍魔專用，配備雙管雷射砲；此外懷斯曼也有可供華頓肩剌魔、哥德巨怪、穆達鐮刀魔使用的同型品。
- 堡壘綠兵（Fortatron）

僅供納克斯綠巨人專用，配備護盾產生器和兩具粒子光束發射器；此外魏斯門也有可供史都克力士、穆達鐮刀魔、哥德巨怪使用的同型品。
- 尖刃神將（Combustoid）

僅供雷布超人專用，配備雙管電漿砲和強化攻擊用的電擊砲；此外魏斯門也有可供斯巴達紅魔怪、貝塔特隆使用的同型品。
- 神翼防禦者（Defendtrix）

僅供獨角巨龍專用，配備肩部雙管電漿主砲、兩翼上的增壓粒子光束砲與對地攻擊用的電漿炸彈投射器，此外可用電漿砲砲管在前方產生熱氣流加速衝撞敵人。

## 劇集列表
以下劇集按照首播順序排列（不包括首播後的任何重播）；另外由於台版播出進度一週一集，港版播出進度一週五集，故港版進度會超前台版進度。
另雙語及字幕代表：首播實施雙重聲道及實施隱藏式或不顯示字幕（非固定字幕）
| 顏色 | 主題 |
| ---- | ---- |
|      | 前期 |
|      | 後期 |

| 集數 | 英文原文標題             | 英文原文標題             | 臺灣翻譯標題     | 臺灣翻譯標題     | 香港翻譯標題     | 香港翻譯標題     | 美加首播時間 | 臺灣首播時間 | 香港首播時間 |
| 集數 | 雙語                     | 字幕                     | 雙語             | 字幕             | 雙語             | 字幕             | 美加首播時間 | 臺灣首播時間 | 香港首播時間 |
| ---- | ------------------------ | ------------------------ | ---------------- | ---------------- | ---------------- | ---------------- | ------------ | ------------ | ------------ |
| 集數 | F                        | F                        | F                | F                | F                | F                | 美加首播時間 | 臺灣首播時間 | 香港首播時間 |
| 01   | Interspace Showdown      | Interspace Showdown      | 新時代           | 新時代           | 新時代           | 新時代           | 2011.02.13   | 2012.08.11   | 2012.10.25   |
| 02   | Mechtogan Mayhem         | Mechtogan Mayhem         | 鋼鐵的巨人       | 鋼鐵的巨人       | 鋼鐵巨人         | 鋼鐵巨人         | 2011.02.20   | 2012.08.18   | 2012.10.26   |
| 03   | Disconnect!              | Disconnect!              | 敵手             | 敵手             | 競爭者           | 競爭者           | 2011.02.27   | 2012.08.25   | 2012.10.29   |
| 04   | Fall From Grace          | Fall From Grace          | 路標             | 路標             | 路標             | 路標             | 2011.03.06   | 2012.09.01   | 2012.10.30   |
| 05   | Tri-Twister Take Down    | Tri-Twister Take Down    | 波濤洶湧的時代   | 波濤洶湧的時代   | 混亂的時代       | 混亂的時代       | 2011.03.13   | 2012.09.08   | 2012.10.31   |
| 06   | Agony of Defeat          | Agony of Defeat          | 動亂             | 動亂             | 動亂             | 動亂             | 2011.03.20   | 2012.09.15   | 2012.11.1    |
| 07   | BakuNano Explosion       | BakuNano Explosion       | 維新             | 維新             | 維新             | 維新             | 2011.03.27   | 2012.09.22   | 2012.11.2    |
| 08   | Return to New Vestroia   | Return to New Vestroia   | 夢幻革命之地     | 夢幻革命之地     | 神奇進化之地     | 神奇進化之地     | 2011.04.03   | 2012.09.29   | 2012.11.5    |
| 09   | Chaos Control            | Chaos Control            | 真正的敵人       | 真正的敵人       | 真正的敵人       | 真正的敵人       | 2011.04.10   | 2012.10.06   | 2012.11.6    |
| 10   | A Royale Pain            | A Royale Pain            | 驕傲的戰士       | 驕傲的戰士       | 驕傲的戰士       | 驕傲的戰士       | 2011.04.17   | 2012.10.13   | 2012.11.7    |
| 11   | Back in Sync             | Back in Sync             | 決斷時刻         | 決斷時刻         | 決斷之時         | 決斷之時         | 2011.05.01   | 2012.10.20   | 2012.11.8    |
| 12   | Mind Search              | Mind Search              | 朝向光源的方向   | 朝向光源的方向   | 光之射向         | 光之射向         | 2011.05.08   | 2012.10.27   | 2012.11.9    |
| 13   | Re-Connection            | Re-Connection            | 心靈之旅         | 心靈之旅         | 心靈之旅         | 心靈之旅         | 2011.05.15   | 2012.11.03   | 2012.11.12   |
| 14   | Triple Threat            | Triple Threat            | 降臨             | 降臨             | 降臨             | 降臨             | 2011.05.22   | 2012.11.10   | 2012.11.13   |
| 15   | Interspace under Siege   | Interspace under Siege   | 那個人來了       | 那個人來了       | 再度出現         | 再度出現         | 2011.05.29   | 2012.11.17   | 2012.11.14   |
| 16   | A Hero Returns           | A Hero Returns           | 復活之日         | 復活之日         | 復活之日         | 復活之日         | 2011.06.05   | 2012.11.24   | 2012.11.15   |
| 17   | Gundalia Under Fire      | Gundalia Under Fire      | 戰火的那一方     | 戰火的那一方     | 戰火的彼方       | 戰火的彼方       | 2011.06.12   | 2012.12.01   | 2012.11.16   |
| 18   | Battle Lines             | Battle Lines             | 沒有交集的想法   | 沒有交集的想法   | 不同的意見       | 不同的意見       | 2011.06.19   | 2012.12.08   | 2012.11.19   |
| 19   | Unlocking the Gate       | Unlocking the Gate       | 白銀城的對決     | 白銀城的對決     | 白銀城的對決     | 白銀城的對決     | 2011.06.26   | 2012.12.15   | 2012.11.20   |
| 20   | True Colours             | True Colours             | 混亂             | 混亂             | 混亂             | 混亂             | 2011.07.03   | 2012.12.22   | 2012.11.21   |
| 21   | Dangerous Beauty         | Dangerous Beauty         | 美麗的世界       | 美麗的世界       | 美麗世界         | 美麗世界         | 2011.07.10   | 2012.12.29   | 2012.11.22   |
| 22   | Unfinished Business      | Unfinished Business      | 最後的願望       | 最後的願望       | 最後心願         | 最後心願         | 2011.07.17   | 2013.01.05   | 2012.11.23   |
| 23   | Behind the Mask          | Behind the Mask          | 面具底下的真面目 | 面具底下的真面目 | 梅格梅爾的真面目 | 梅格梅爾的真面目 | 2011.07.24   | 2013.01.12   | 2012.11.26   |
| 24   | Interspace Armageddon    | Interspace Armageddon    | 地球             | 地球             | 地球             | 地球             | 2011.07.31   | 2013.01.19   | 2012.11.27   |
| 25   | Dark Rise                | Dark Rise                | 黑色的月         | 黑色的月         | 黑月亮           | 黑月亮           | 2011.08.07   | 2013.01.26   | 2012.11.28   |
| 26   | The Final Takedown       | The Final Takedown       | 宿命的戰鬥       | 宿命的戰鬥       | 命運之戰         | 命運之戰         | 2011.08.14   | 2013.02.02   | 2012.11.29   |
| 集數 | 英文原文標題             | 英文原文標題             | 臺灣翻譯標題     | 臺灣翻譯標題     | 香港翻譯標題     | 香港翻譯標題     | 美加首播時間 | 臺灣首播時間 | 香港首播時間 |
| 集數 | 雙語                     | 字幕                     | 雙語             | 字幕             | 雙語             | 字幕             | 美加首播時間 | 臺灣首播時間 | 香港首播時間 |
| 集數 | F                        | F                        | F                | F                | F                | F                | 美加首播時間 | 臺灣首播時間 | 香港首播時間 |
| 27   | Evil Arrival             | Evil Arrival             | 來襲             | 來襲             | 來襲             | 來襲             | 2011.09.10   | 2013.02.16   | 2012.11.30   |
| 28   | Wiseman Cometh           | Wiseman Cometh           | 無法無天         | 無法無天         | 法外者           | 法外者           | 2011.09.17   | 2013.02.23   | 2012.12.03   |
| 29   | Mysterious Bond          | Mysterious Bond          | 牽絆             | 牽絆             | 關係             | 關係             | 2011.09.24   | 2013.03.01   | 2012.12.04   |
| 30   | The Prodigal Bakugan     | The Prodigal Bakugan     | 忍者             | 忍者             | 忍               | 忍               | 2011.10.01   | 2013.03.08   | 2012.12.05   |
| 31   | Combination Impossible   | Combination Impossible   | 打架必贏         | 打架必贏         | 惹事生非         | 惹事生非         | 2011.10.08   | 2013.03.15   | 2012.12.06   |
| 32   | Enemy Allies             | Enemy Allies             | 登場             | 登場             | 登場             | 登場             | 2011.10.15   | 2013.03.23   | 2012.12.07   |
| 33   | Battle for Bakugan Land  | Battle for Bakugan Land  | 人類算什麼       | 人類算什麼       | 人類             | 人類             | 2011.10.22   | 2013.03.30   | 2012.12.10   |
| 34   | Gunz Blazing             | Gunz Blazing             | 懷茲曼           | 懷茲曼           | 魏斯門           | 魏斯門           | 2011.10.29   | 2013.04.06   | 2012.12.11   |
| 35   | Battle Suit Bash         | Battle Suit Bash         | 作戰開始         | 作戰開始         | 作戰開始         | 作戰開始         | 2011.11.05   | 2013.04.13   | 2012.12.12   |
| 36   | Countdown to Doomday     | Countdown to Doomday     | 戰鬥的結果       | 戰鬥的結果       | 激戰的盡頭       | 激戰的盡頭       | 2011.11.12   | 2013.04.20   | 2012.12.13   |
| 37   | The Eve of Extermination | The Eve of Extermination | 最後期限         | 最後期限         | 時限             | 時限             | 2011.11.19   | 2013.04.27   | 2012.12.14   |
| 38   | Jump to Victory          | Jump to Victory          | 飛翔             | 飛翔             | 飛翔             | 飛翔             | 2011.11.25   | 2013.05.04   | 2012.12.17   |
| 39   | Enemy Infiltration       | Enemy Infiltration       | 潛入             | 潛入             | 潛入             | 潛入             | 2011.12.03   | 2013.05.11   | 2012.12.18   |
| 40   | Gunz Lives               | Gunz Lives               | 鋼士             | 鋼士             | 鋼士             | 鋼士             | 2011.12.10   | 2013.05.19   | 2012.12.19   |
| 41   | Evil Evolution           | Evil Evolution           | 絕命危機         | 絕命危機         | 敵人             | 敵人             | 2011.12.17   | 2013.05.26   | 2012.12.20   |
| 42   | Evil vs. Evil            | Evil vs. Evil            | 再見，夥伴       | 再見，夥伴       | 再見，搭擋       | 再見，搭擋       | 2011.12.31   | 2013.06.02   | 2012.12.21   |
| 43   | Doom Dimension Throwdown | Doom Dimension Throwdown | 最後勝負         | 最後勝負         | 最後對戰         | 最後對戰         | 2012.01.07   | 2013.06.09   | 2012.12.24   |
| 44   | Blast from the Past      | Blast from the Past      | 激鬥             | 激鬥             | 激鬥             | 激鬥             | 2012.01.07   | 2013.06.16   | 2012.12.25   |
| 45   | Beginning of the End     | Beginning of the End     | 決戰             | 決戰             | 決戰             | 決戰             | 2012.01.07   | 2013.06.23   | 2012.12.26   |
| 46   | End of the Line          | End of the Line          | 最後的戰役       | 最後的戰役       | 終極之戰         | 終極之戰         | 2012.01.26   | 2013.06.30   | 2012.12.27   |

## 製作人員
- 英文版本

腳本：Aaron Barnett
音樂寫作：Neil Parfitt
腳色管理：Brett Carruthers
法律提供：Carl Brundtland、Clare Smyth
外形設計：Catherine Copelin
音樂編修：Michael Mancuso
影像編修：Jonas Crawley
後製管理：Marilyn Serr
製作協調：Coral Schoug、Hilary McKenna、Whitney Price
錄音修訂：Jamie Sulek
錄音：Kyle Peters
聲響編修：Tim Muirhead
音樂指導製作：Mike Northcott
聲音指導：Matthew Skal

## 主題曲
由於日本沒有播放本季及推出影碟版，所以以海外地區為準。

另外由於版權問題（日本製作單位所提供之海外版播出帶與日版／美加版相異），香港和台灣地區使用與第二季同一首片頭曲和片尾曲，而畫面不為美加版畫面，是片商提供與日版的第二季片頭曲和片尾曲相同風格的畫面，並非由當地電視台自行制作。

### 片頭曲
「超！最強！ウォーリアーズ」 
演唱者：サイキックラバー
作詞：YOFFY
作曲：IMAJO
編曲：籠島裕昌

### 片尾曲
「BANG! BANG! BAKUGAN」
演唱：鵜島仁文
作詞：鵜島仁文
作曲：鵜島仁文
編曲：鵜島仁文

## 相關系列
- 爆丸
- 爆丸2
- 爆丸3
- 爆丸5
- 爆TECH!爆丸

## 外部連結
- Bakugan
- Bakugan wiki （页面存档备份，存于）
- Bakugan - Cartoon Network

## 播放電視台
| 東森幼幼台 星期六17:30-18:00 （2013/4/6起改為每週六15:30-16:00，2013/5/11起改為星期日06:00-06:30） | 東森幼幼台 星期六17:30-18:00 （2013/4/6起改為每週六15:30-16:00，2013/5/11起改為星期日06:00-06:30） | 東森幼幼台 星期六17:30-18:00 （2013/4/6起改為每週六15:30-16:00，2013/5/11起改為星期日06:00-06:30） |
| -------------------------------------------------------------------------------------------------- | -------------------------------------------------------------------------------------------------- | -------------------------------------------------------------------------------------------------- |
| | 爆丸械波濤 （2012年8月11日─2013年6月30日）                                                         | |
| 海綿寶寶                                                                                           | 海綿寶寶                                                                                           | |

| 翡翠台 星期一至五放學ICU16:35-17:05節目 12月10日16:05-16:35 | 翡翠台 星期一至五放學ICU16:35-17:05節目 12月10日16:05-16:35 | 翡翠台 星期一至五放學ICU16:35-17:05節目 12月10日16:05-16:35 |
| ----------------------------------------------------------- | ----------------------------------------------------------- | ----------------------------------------------------------- |
|                                                             | 爆丸IV （2012年10月25日－12月27日）                         |                                                             |
| 每日媽媽 （59－97集）                                       | 喜羊羊與灰太狼之競技大聯盟                                  |                                                             |
| 翡翠台 星期一至五15:50-16:20節目 7月1日停播                 |                                                             |                                                             |
| 爆丸III 重播                                                | 爆丸IV 重播 （2014年5月5日－7月8日）                        | 花漾明星Ⅲ 重播                                              |